# Деволюї
Деволюї (фр. Dévoluy) — муніципалітет у Франції, у регіоні Прованс-Альпи-Лазурний берег, департамент Верхні Альпи. Деволюї утворено 1-1-2013 шляхом злиття муніципалітетів Аньєр-ан-Деволюї, Ла-Клюз, Сен-Дідьє i Сент-Етьєнн-ан-Деволюї. Адміністративним центром муніципалітету є Сент-Етьєнн-ан-Деволюї. Населення — 895 осіб (01.01.2021).